# Michelangelo Pergolesi
Michelangelo Pergolesi (* in Italien; † 1801 in London) war ein italienischer Dekorationskünstler des 18. Jahrhunderts, der den Klassizismus in England wesentlich beeinflusste.
Pergolesi absolvierte in seiner Jugend in Italien eine Ausbildung als Silberschmied, Graveur und Kupferstecher. Weder sein Geburtsort, noch sein Geburtsjahr sind bekannt. In England arbeitete er hauptsächlich für die Architekten Robert Adam und dessen Bruder James Adam. Pergolesi und James Adam lernten sich während eines langjährigen Studienaufenthalt des Architekten in Rom kennen. 1760 brachte James Adam bei seiner Rückkehr Pergolesi mit nach London, wo er im Architekturbüro der Adams Anstellung fand. Robert und James Adam gelten als wichtigste Architekten des späten 18. Jahrhunderts in England. Sie entwickelten den palladianischen Neoklassizismus, einen leichten, luftig eleganten Stil, den sogenannten Adam style. In den Interieurs der Adams waren Decken und Wände mit klassischen und arkadischen Motiven besetzt, die manchmal von Pergolesi selbst ausgeführt wurden oder von Angelika Kauffmann, von deren Ehemann Antonio Zucchi bzw. von Giovanni Battista Cipriani.
Ab 1760 entstand eine enge Zusammenarbeit der Adams mit Pergolesi. Der Italiener entwarf Möbel, Kaminmäntel, Plafonds, Gesimse, Friese, Leuchter und komplette Wandschemata. Seine Dekorelemente basieren auf antiken Vorbildern wie Vasen, Götter, Sphingen, Fackeln, Kriegstrophäen, Standarten, Arabesken und Festons. Die archäologischen Funde aus Pompeji und Herculaneum bilden die zentralen Stilmerkmale seines Schaffens. Pergolesi variiert diese schwebenden Medaillons, Urnen und Grotesken in freier Kombination.
Pergolesis Arbeiten sind weltweit in namhaften Sammlungen zu finden, z. B. im Metropolitan Museum of Art und im Victoria and Albert Museum. Zwischen 1777 und 1801 veröffentlichte er seine Entwürfe teils in losen Blättern und in dem Band „Designs for Various Ornaments on Seventy Plates“ (London 1791), der zeitgenössische Künstler stark inspirierte.